# Corystusidae
Famille
Les Corystusidae sont une famille d'oursins irréguliers de l'ordre des Holasteroida.

## Systématique
La famille des Corystusidae a été créée en 1978 par les paléontologues australiens Robert J. Foster (d) et Graeme Maxwell Philip (d).

## Description et caractéristiques
Ce sont des oursins très irréguliers, dont la forme a évolué de la sphère vers une forme allongée, rappelant celle d'un ballon de baudruche. Ces oursins sont structurés selon une symétrie bilatérale secondaire, avec la bouche à l'« avant » et l'anus à l'« arrière ».
Leur test est relativement épais. Les paires de pores sont doubles en tous endroits. Les plaques épisternales sont placées symétriquement derrière la plaque sternale, et suivie par une unique plaque rostrale. Une fasciole subanale entoure la plaque rostrale.
Cette famille est apparue au Paléocène, et on n'en connaît qu'une seule espèce vivante.

## Liste des genres
Selon World Register of Marine Species (6 juin 2014) :
- genre Cardabia Foster & Philip, 1978 †
- genre Corystus Pomel, 1883
  - Corystus relictus (de Meijere, 1902)
- genre Huttonechinus Foster & Philip, 1978 †